# Periconia atropurpurea
Periconia atropurpurea är en svampart som först beskrevs av Berk. & M.A. Curtis, och fick sitt nu gällande namn av M.A. Litv. 1967. Periconia atropurpurea ingår i släktet Periconia, ordningen Pleosporales, klassen Dothideomycetes, divisionen sporsäcksvampar och riket svampar.   Inga underarter finns listade i Catalogue of Life.